# دووگی ووگ
دووگی ووگ (به لهستانی:  Długi Ług) یک روستا در لهستان است که در گمینا کورچین واقع شده‌است.